# Eisenbahndirektion Bromberg

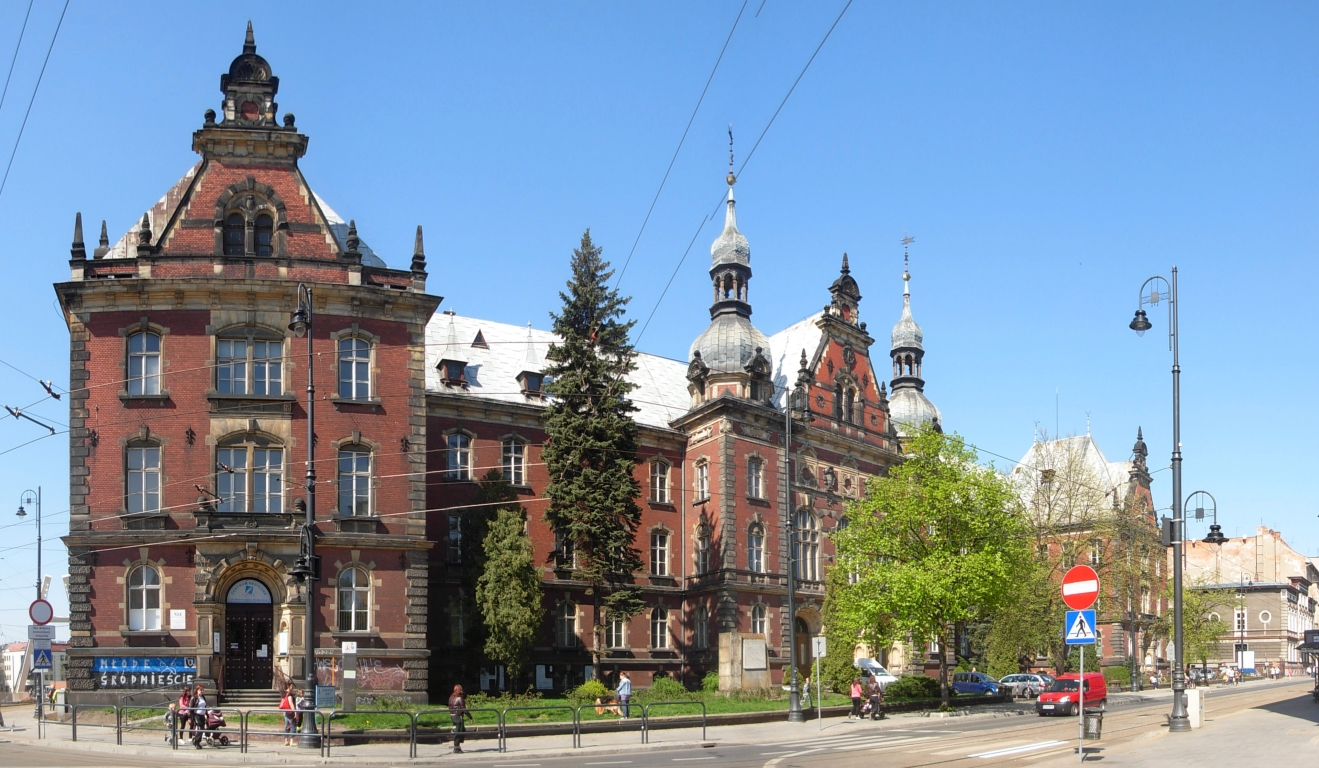
Direktion, 1886–89 von Martin Gropius und Heino Schmieden

Die Eisenbahndirektion Bromberg war eine Eisenbahndirektion der Königlich Preußischen Staatseisenbahnen.

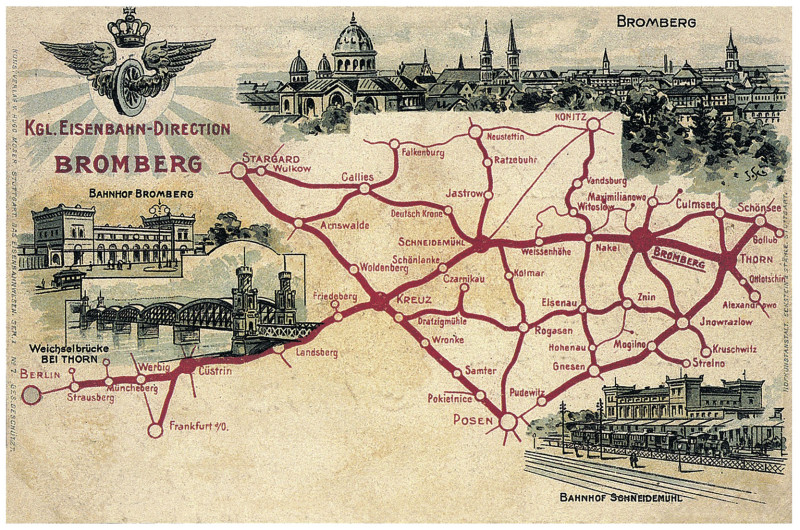
Streckennetz der Direktion

## Geschichte

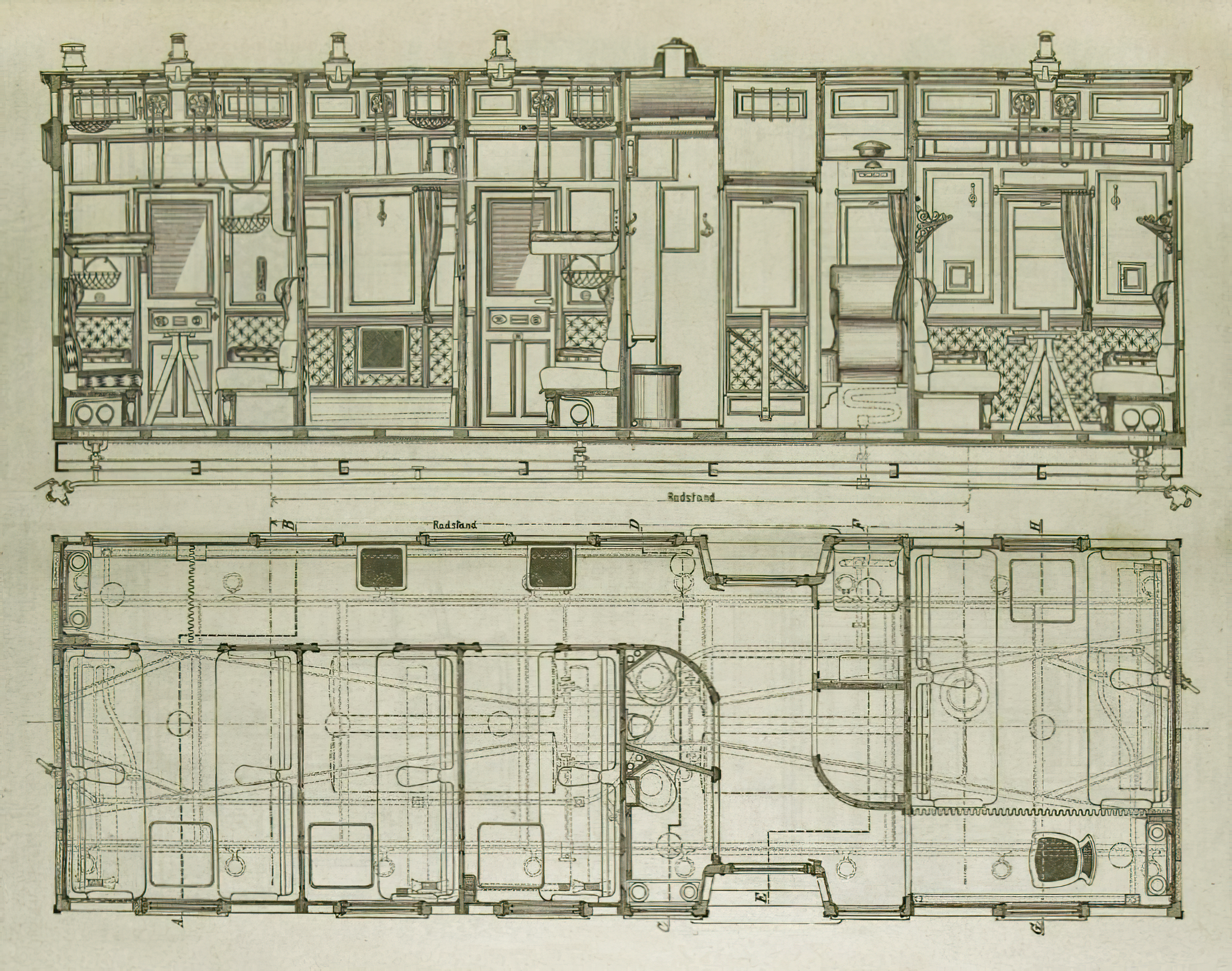
Schlafwagen von 1881 der Direktion Bromberg: links die Abteile 2. Klasse, rechts das Abteil 1. Klasse

Die spätere Eisenbahndirektion Bromberg wurde 1849 als „Königliche Direction der Ostbahn zu Bromberg“ gegründet, ihre Hauptaufgabe war Bau und Betrieb der Strecken der Preußischen Ostbahn von Berlin bis an die russische Grenze bei Eydtkuhnen. 1879 wurde sie im Rahmen der Neuorganisation der Preußischen Staatsbahnen unter der Bezeichnung „Königliche Eisenbahndirection zu Bromberg“ in eine von 11 Eisenbahndirektionen umgewandelt.
1881 nahm die Direktion als erste in Preußen und Deutschland neben der Compagnie Internationale des Wagons-Lits den Betrieb von Schlafwagen auf.
Die Direktion betreute weiterhin das gesamte Netz der Ostbahn von Berlin bis an die russische Grenze. Mit 4412 Kilometern Streckenlänge (Stand 1894) war sie die mit Abstand größte Direktion der preußischen Staatsbahnen. 1895 musste die Direktion im Zuge einer erneuten umfassenden Reorganisation der preußischen Eisenbahnverwaltung große Teile ihres Streckennetzes an die neugegründeten Nachbardirektionen Danzig, Königsberg und Posen abgeben. Nachdem Bromberg in der Folge des Ersten Weltkriegs 1920 von Deutschland an Polen abgetreten werden musste, wurde die preußische Eisenbahndirektion Bromberg aufgelöst, ihre auf deutschem Gebiet verbleibenden Strecken, vor allem die Ostbahn zwischen Berlin und der neuen Grenze bei Konitz, und ihre Zweigstrecken, wurden einer neuen Eisenbahndirektion Osten mit Sitz in Frankfurt (Oder) zugeordnet.
Soweit die von ihr betreuten Strecken in Polen von der Polnischen Staatsbahnen (PKP) übernommen wurden, unterstellte die PKP sie ihrer Eisenbahndirektion Danzig, allerdings verblieb die Lohnrechenstelle im Direktionsgebäude in Bromberg. 1922 richteten die PKP ihre Zentralstelle für internationalen Zahlungsverkehr im Direktionsgebäude ein. Nachdem der Senat der Freien Stadt Danzig beim Völkerbund 1926 erfolgreich gegen die Betreuung von Bahnstrecken in Polen durch die Danziger Direktion protestiert hatte, wurde 1933 die gesamte Finanzabteilung, die Personalabteilung, die Druckerei und das Archiv mit zusammen 300 Angestellten von Danzig nach Bromberg verlegt. Die übrigen nicht mit Bahnbetrieb in der Freien Stadt befassten Abteilungen gingen von Danzig ins neue Direktionsgebäude in Thorn. Ab 1937 bezog einen Teil des mit 8000 Quadratmeter Nutzfläche geräumigen Baus in Bromberg die französisch-polnische Bahngesellschaft Compagnie Franco-Polonaise de Chemins de Fer, die die Kohlenmagistrale erbaut hatte und betrieb.
Die intakte Direktionsinfrastruktur diente 1945 als Bahnzentrale für die Wiederinbetriebnahme des Bahnverkehrs in Hinterpommern und im Direktionsbezirk Danzig. Auch die Zentralstelle für die internationalen Zahlungen der PKP wurde wieder eröffnet. Im Jahre 1975 richteten die PKP wieder eine Bezirksbahndirektion Bromberg (Rejonowa Dyrekcja Kolei Państwowych) ein, die inzwischen aufgelöst ist. Das Direktionsgebäude wurde 2013 der Kazimierz-Wielki-Universität Bydgoszcz angeboten, die aber 2018 ihre Pläne, darin die Zahnmedizin unterzubringen, aufgab.

## Vorsitzende, Direktoren und Präsidenten
- Adolph Friedrich von Wernich: vom 5. November 1849 bis 1853
- Friedrich Eduard Salomon Wiebe: von 1853 bis 1856
- Georg Wilhelm Offermann: von 1857 bis 1858, anschließend Vorsitzender der Eisenbahndirektion in Breslau, später Präsident der Königlichen Eisenbahndirection zu Cöln rechtsrheinisch
- Karl Heinrich Eggert: von 1859 bis 1863, vorher Direktor der Wilhelmsbahn
- Albert Maybach: von 1863 bis 1867, anschließend Direktor Eisenbahndirektion Hannover
- Erhard von Mutius: von 1867 bis 1874, anschließend Vorsitzender des Königlichen Eisenbahn-Kommissariats Berlin
- Eduard Wex: von 1874 bis 1881, anschließend Präsident Eisenbahndirektion Berlin
- Engelbert Pape: von 1881 bis 1898, vorher Präsident Eisenbahndirektion Berlin
- Carl Friedrich Naumann: von 18989 bis 1903, vorher Vorsitzender Eisenbahndirektion Saarbrücken
- Johannes Schulze-Nickel: von 1903 bis 1905, anschließend Präsident Eisenbahndirektion Posen
- Arthur Krueger: von 1905 bis 1908
- Ludwig Otto Ferdinand Pedell: von 1908 bis 1915
- Paul Halke: von 1915 bis 1919, anschließend Präsident der Eisenbahndirektion Breslau
- Franz Jacobs: 1919, anschließend Präsident Reichsbahndirektion Osten

## Weblink
- bahnstatistik.de. Königliche Direction der Ostbahn zu Bromberg